# Меншн-хаус (станція метро)
51°30′44″ пн. ш. 0°05′39″ зх. д. / 51.5122° пн. ш. 0.0941° зх. д.

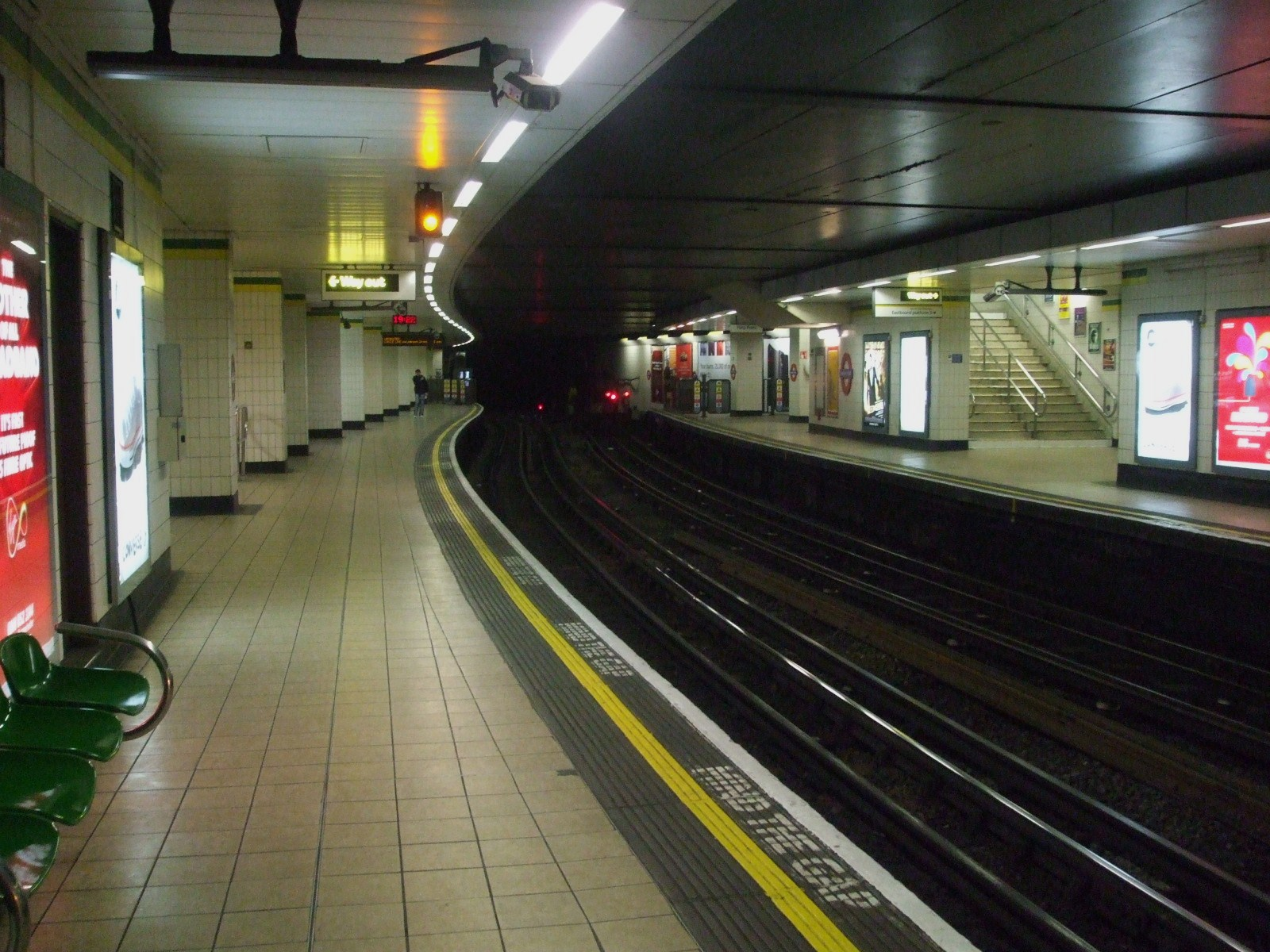
Платформа станції Меншн-хаус

Меншн-хаус (англ. Mansion House) — станція Лондонського метро, обслуговує лінії Дистрикт та Кільцева. Розташована у Лондонському Сіті. Найменована через безпосередню близькість розташування до Меншн-хаус (резиденція лорд-мера). Розташована у 1-й тарифній зоні, між станціями Блекфрайерс та Кеннон-стріт, під рогом вулиць Квін-Вікторія-стріт та Кеннон-стріт. Пасажирообіг на 2017 рік — 6.41 млн. осіб

## Історія
- 3 липня 1871 — відкриття станції у складі Metropolitan District Railway (MDR, сьогоденна Дистрикт)
- 1 лютого 1872 — відкриття Зовнішнього кільця
- 1 серпня 1872 — відкриття Середнього кільця
- 10 жовтня 1884 — відкриття Внутришнього кільця[3]
- 30 червня 1900 — закриття руху  "Середнього кільця" між Ерлс-Корт та Меншн-хаус.
- 31 грудня 1908 — закриття руху «Зовнішнього кільця»
- 1949 — Внутрішнє кільце перейменовано на Кільцеву лінію
- 29 жовтня 1989 —  закриття станції на реконструкцію
- 11 лютого 1991 — відкриття станції після реконструкції

## Пересадки
- На автобус оператора London Buses: № 11, 15, 17, 23, 26, 76, 172, and 521, історичний маршрут 15H та нічні маршрути: N11, N15, N21, N26, N76, N199, N550, N551
- У кроковій досяжності знаходяться станції Блекфрайерс та Кеннон-стріт

## Послуги
| Попередня станція | Лінія                           | Лінія                           | Лінія | Наступна станція |
| ----------------- | ------------------------------- | ------------------------------- | ----- | ---------------- |
| Блекфрайерс       |                                 | Лондонське метро Кільцева лінія |       | Кеннон-стріт     |
| Блекфрайерс       | Лондонське метро Лінія Дистрикт |                                 |       | Кеннон-стріт     |